# 3386 Klementinum
3386 Klementinum este un asteroid din centura principală, descoperit pe 16 martie 1980, de Ladislav Brožek.